# Aditi Mangaldas
Aditi Mangaldas, née en 1960 dans l’État du Gujarat en Inde, est une danseuse et chorégraphe de Kathak. Ancienne élève de Kumudini Lakhia et de Birju Maharaj (en), elle est l'une des principales danseuses de la troupe durant plusieurs années, avant de fonder sa propre institution de danse à Delhi, la Drishtikon Dance Foundation, où elle est directrice artistique et danseuse principale,,.

## Source de la traduction
- (en) Cet article est partiellement ou en totalité issu de l’article de Wikipédia en anglais intitulé « Aditi Mangaldas » (voir la liste des auteurs).